# Fighting Killer
Fighting Killer (Originaltitel: Quei paracul… pi di Jolando e Margherito) ist ein Kriminalfilm, der in italienisch-türkischer Koproduktion 1974 entstand. Regie führte Giulio Giuseppe Negri unter Pseudonym. Im deutschsprachigen Raum wurde er auf Video erstaufgeführt.

## Handlung
Der Mafia-Boss von Istanbul, Joseph Cavis, wird bei der Hauptversammlung der Verbrecherorganisation scharf kritisiert. Er lässt daraufhin alle Abgesandten umbringen und ersetzt sie durch eigene Leute. Einige Tage später wird das Anwesen von Tony Tiger während dessen Abwesenheit überfallen, seine Frau und sein Kind getötet. Bei seiner Rückkehr wird er gefesselt und im brennenden Haus zurückgelassen. Die früher für Cavis’ Organisation arbeitende Olga rettet ihn in letzter Sekunde. Tiger ruft seine ehemaligen Kriegskameraden Brady, Gordon und Rick zusammen. Die vier stellen die Täter auf einem Bauernhof und töten sie; Olga wird Zeugin. Dann begeben sie sich in Cavis’ Hauptquartier. Es stellt sich heraus, dass er an diesem Massaker tatsächlich unschuldig ist. Olga hat die Untaten aus Eifersucht in Auftrag gegeben. Bei einem Feuergefecht sterben Olga und Tony.

## Kritik
Das Lexikon des internationalen Films sah ein „indiskutables Selbstjustiz-Machwerk“. Die italienische Kritik schrieb ähnlich: „Das ist eine hauptsächlich türkische Produktion, die ein gewisser Jerry Mason roh und grob zusammengeschustert hat, mit zu viel Zugabe von Karate und Pistolenkämpfen.“ Gelobt wurden die Darsteller Harrison und das „dauergrinsende Pergamentgesicht“ Mitchell, die zwischen all den türkischen Komparsen sich wacker schlügen.

## Bemerkungen
Der Film wurde in Istanbul gedreht. Internationaler Titel ist Four for all.